# Любимовка (Киево-Святошинский район)
Любимовка (укр. Любимівка) — село, входит в Киево-Святошинский район Киевской области Украины.
Население по переписи 2001 года составляло 598 человек. Почтовый индекс — 08124. Телефонный код — 4598. Занимает площадь 12,212 км².

## Местный совет
08120, Київська обл., Києво-Святошинський р-н, с. Гурівщина, вул. Київська, 78/1